# Połączenie mechaniczne
Połączenia w budowie maszyn wiążą elementy składowe tak, że mogą wspólnie się poruszać oraz przenosić obciążenia.
Połączenia podzielić można na:
Połączenia rozłączne i nierozłącznePołączenia rozłączne można kilkukrotnie, a nawet wielokrotnie montować i demontować wykorzystując te same elementy tak, aby za każdym razem spełniało swoje zadanie. Natomiast elementów łączonych połączeniem nierozłącznym nie można rozdzielić bez zniszczenia elementów wiążących.
Połączenia pośrednie i bezpośredniePołączenia pośrednie to takie, w których zastosowano dodatkowe elementy łączące w postaci śrub, nitów, zawleczek, sworzni, kołków i innych. Elementy te najczęściej przecinają płaszczyznę styku elementów głównych. Z kolei połączenia bezpośrednie łączone są poprzez np. ukształtowanie elementów łączonych.
Połączenia spoczynkowe i ruchoweW połączeniach spoczynkowych wzajemny ruch elementów jest niemożliwy lub mocno ograniczony. W połączeniach ruchowych natomiast taki ruch jest możliwy.

Połączenia najczęściej klasyfikuje się ze względu na możliwość rozłączania i stosowanie dodatkowych łączników.
| Połączenia   | Bezpośrednie                                                           | Pośrednie                                                     |
| ------------ | ---------------------------------------------------------------------- | ------------------------------------------------------------- |
| Rozłączne    | gwintowe • rurowe • wielokątne • wielowypustowe • wieloząbkowe czołowe | śrubowe • klinowe • kołkowe • sworzniowe• wpustowe • wciskowe |
| Nierozłączne | łapkowe • spawane • zgrzewane • lutowane • klejone                     | nitowe                                                        |